# أرنولد جلين
أرنولد جلين (29 يناير 1904 في لايبزيغ ، الإمبراطورية الألمانية – 30 يناير 1976 في هامبورغ ، ألمانيا الغربية ) كان فيلسوفًا وعالم اجتماع وعالم أنثروبولوجيا ألمانيًا محافظًا مؤثرًا . 